# Carrer Major, 168 (Cervelló)
La Casa al carrer Major, 168 és una obra del municipi de Cervelló (Baix Llobregat) inclosa en l'Inventari del Patrimoni Arquitectònic de Catalunya.

## Descripció
Es tracta d'una casa de planta rectangular i coberta a dues vessants. A la façana principal, arrebossada, destaquen els guardapols de les finestres i la porta, amb decoració esgrafiada, i una sanefa de garlandes, també esgrafiades, que marca la separació amb la balustrada del fals terrat. És rematada amb la façana d'una balustrada de balustres amb decoració de boles. Sota la bola central de la balustrada hi ha la data de 1921, i a una altra, la lletra "P". Consta d'una planta baixa i un pis, amb coberta a dues vessants. La façana tenia decoració modernista. Les obertures estan resseguides per un guardapols amb flors a l'acabament. Damunt de les obertures del primer pis hi ha dos òculs que presenten guardapols ondulat i motius vegetals al centre. La façana té una acabament ondulant amb arquets cecs i fulles de geganta al centre i als extrems.